# Нельсон (Нью-Гемпшир)
Нельсон (англ. Nelson) — місто (англ. town) в США, в окрузі Чешир штату Нью-Гемпшир. Населення — 629 осіб (2020).

## Демографія
Згідно з переписом 2010 року, у місті мешкало 729 осіб у 303 домогосподарствах у складі 208 родин. Було 460 помешкань
Расовий склад населення:
| - 97,7 % — білих - 0,5 % — азіатів |

До двох чи більше рас належало 1,8 %. Частка іспаномовних становила 1,4 % від усіх жителів.
За віковим діапазоном населення розподілялося таким чином: 19,1 % — особи молодші 18 років, 64,6 % — особи у віці 18—64 років, 16,3 % — особи у віці 65 років та старші. Медіана віку мешканця становила 46,2 року. На 100 осіб жіночої статі у місті припадало 105,9 чоловіків;  на 100 жінок у віці від 18 років та старших — 102,1 чоловіків також старших 18 років.
Середній дохід на одне домашнє господарство  становив 94 921 долар США (медіана — 71 500), а середній дохід на одну сім'ю — 101 493 долари (медіана — 90 313). Медіана доходів становила 48 000 доларів для чоловіків та 48 542 долари для жінок. За межею бідності перебувало 13,2 % осіб, у тому числі 18,0 % дітей у віці до 18 років та 0,0 % осіб у віці 65 років та старших.
Цивільне працевлаштоване населення становило 309 осіб. Основні галузі зайнятості: освіта, охорона здоров'я та соціальна допомога — 30,1 %, науковці, спеціалісти, менеджери — 17,5 %, виробництво — 11,3 %, роздрібна торгівля — 10,0 %.